# Berufsgenossenschaftliche Stationäre Weiterbehandlung
Die Berufsgenossenschaftliche Stationäre Weiterbehandlung (BGSW) ist in Deutschland gemäß § 34 des Siebten Buches Sozialgesetzbuch eine stationäre Rehabilitationsmaßnahme zu Lasten der gesetzlichen Unfallversicherung. Sie ist Teil des „Besonderen Heilverfahrens“ für schwere Verletzungen und wird gegebenenfalls nach der Akutbehandlung von Arbeitsunfällen eingeleitet. Häufig wird die Akutbehandlung in einer der Berufsgenossenschaftlichen Unfallkliniken durchgeführt.
Die BGSW wird in etwa 150 speziellen Rehabilitationskliniken durchgeführt, die Verträge mit den Landesverbänden der gewerblichen Unfallversicherungen abgeschlossen haben. Jährlich werden zirka 15.000 BGSW-Verfahren durchgeführt, vor allem nach schweren Kopfverletzungen, Amputationen und Polytraumata.
Ziel der BGSW ist die möglichst vollständige Wiedererlangung der Arbeitsfähigkeit des Unfallversicherten in seinem angestammten Beruf und somit die Vermeidung beziehungsweise Verringerung einer möglichen Erwerbsunfähigkeit.